# Ронки деи Леђонари
Ронки деи Леђонари (итал. Ronchi dei Legionari) је насеље у Италији у округу Горица, региону Фурланија-Јулијска крајина.
Према процени из 2011. у насељу је живело 11902 становника. Насеље се налази на надморској висини од 9 м.

## Становништво
Према резултатима пописа становништва 2011. у општини је живело 11.960 становника.
| 1936. | 1951. | 1961. | 1971.  | 1981.  | 1991. | 2001.  | 2011.  |
| ----- | ----- | ----- | ------ | ------ | ----- | ------ | ------ |
| 6.668 | 8.563 | 9.343 | 10.318 | 10.052 | 9.900 | 11.121 | 11.960 |

## Партнерски градови
- Wagna
- Метлика